# Cúpula dos Povos
A Cúpula dos Povos foi um evento paralelo à Rio+20, organizado por entidades da sociedade civil e movimentos sociais de vários países. O evento aconteceu entre os dias 15 e 22 de junho de 2012 no Aterro do Flamengo, no Rio de Janeiro, com o objetivo de discutir as causas da crise socioambiental, apresentar soluções práticas e fortalecer movimentos sociais do Brasil e do mundo.
O grupo responsável pela organização da Cúpula dos Povos foi o Comitê Facilitador da Sociedade Civil Brasileira para a Rio+20 (CFSC). O comitê reuniu uma grande diversidade de organizações brasileiras atuantes em várias áreas como direitos humanos, desenvolvimento, trabalho, meio ambiente e sustentabilidade.